# J·F·C·富勒
约翰·弗雷德里克·查尔斯·富勒（英語：John Frederick Charles Fuller，1878年9月1日—1966年2月10日），出生于英国西萨塞克斯郡奇切斯特，英国已故军事理论家及历史学家，主要著作有《1919计划》、《战争科学基础》、《装甲战》、《西洋世界军事史》、《亚历山大大帝的统帅艺术》和《战争指导》。